# GRIB
Le GRIB (GRIdded Binary en anglais) désigne un format de fichier utilisé en météorologie pour la diffusion de données de prévisions météorologiques et d'images satellites. Par extension, un grib est un fichier de données météorologiques conforme au format GRIB.
Le format ouvert GRIB est standardisé par l'Organisation météorologique mondiale (OMM) ce qui contribue opérationnellement à l'interopérabilité des systèmes d'information météorologique. Le format GRIB édition 2 est un des formats préconisés par la directive européenne INSPIRE pour les données maillées de conditions atmosphériques.

## Format

### Historique
Le format GRIB a été normalisé par l'OMM à partir de 1988 dans le but de faciliter l'échange de données de modélisation météorologique. Il est spécifié dans le manuel des codes de l'OMM n°306 sous la référence FM 92, ouvrage régulièrement mis à jour.
C'est actuellement le principal format utilisé dans la diffusion et l'échange des données de prévision numérique du temps, ainsi que dans leurs archivage.

### Description
Ce format comprend les données d'information météorologique aux points de grille, la description des points de grille eux-mêmes, ainsi que les métadonnées permettant de décoder le fichier et d'interpréter l'information météorologique. L'interprétation de ces métadonnées requiert l'utilisation de tables externes, définies et tenues à jour dans le manuel des codes. Le format GRIB autorise l'utilisation de tables externes locales, c'est-à-dire définies par le producteur, en complément des tables standardisées gérées par l'OMM. Sous réserve de disposer de ces tables, il est donc un format auto-documenté.  
Le standard explicite les fichiers GRIB en sections. Une section est dédiée aux données elles-mêmes, les autres aux métadonnées. Ces dernières permettent de décrire l'information en précisant les références au producteur, au processus de production, aux coordonnées spatiales et temporelles des données, aux paramètres météorologiques, à leurs unités, etc.  

### Versions
Deux éditions du format coexistent actuellement, le GRIB édition 1 depuis 1994[réf. nécessaire] et le GRIB édition 2 depuis 2003. Le format GRIB édition 1 (FM 92-XI) est construit pour gérer des données atmosphériques 2D géo-référencées sur une surface maillée. 
Le format GRIB édition 2 (FM 92-XIV) étend les capacités du format 1 aux données spatio-temporelles 4D et aux prévisions d'ensembles. L'édition 2 augmente les possibilités de description des paramètres météorologiques, des éventuels traitements statistiques associés et de leurs métadonnées. Il offre également des possibilités intégrées de compression de l'information. La directive INSPIRE explicite les raisons à l'origine du choix du format GRIB Edition 2 dans ses spécifications pour les données de conditions atmosphériques. 
Les tables externes sur lesquelles s'appuie le format GRIB sont gérées en version, et l'OMM maintient une version numérique de ces tables pour le GRIB édition 2. Les tables locales, par contre, ne sont pas centralisées par l'OMM. C'est là un des principaux écueils pour l'archivage des fichiers GRIB d'après UNIDATA. 

## Sources de données GRIB
Les centres météorologiques, nationaux ou internationaux, diffusent usuellement leurs données de prévisions au format GRIB. Elles sont accessibles : 
- Sur le serveur de données HTTP du Service météorologique du Canada, dont les modèles global, régional et d'ensembles[9];
- Sur le Portail des données publiques de Météo-France au format GRIB 2[10], y compris pour des données du modèle atmosphérique global[11] ;
- Sur le système d'information de l'OMM (dénommé WIS pour WMO Information System), via le portail openWIS de Météo-France[12] ;
- Sur le site du Centre Européen de Prévisions Météorologiques (ECMWF) [13] ;
- Sur le Portail Européen de la Commission européenne qui permet d’accéder aux services INSPIRE mis en œuvre par les États membres[14]. Les portails d'accès aux données sont précisés sur la page du CNIG dédiée à la Directive INSPIRE [15] ;
- Sur le site de la NOAA et du NCAR pour les prévisions du modèle de prévisions WRF.
- Sur le site d'Openskiron spécialisé sur les prévisions pour la méditerranée mais pas uniquement  [16] ;

Certains organismes météorologiques proposent également l'accès aux données de climatologie. Ainsi, les archives GFS de la NOAA sont accessibles en ligne au format GRIB et GRIB édition 2.

## Outils de visualisation et d'exploitation
Le décodage des fichiers au format GRIB requiert l'utilisation d'un utilitaire informatique. Le Centre Européen met à disposition une bibliothèque permettant la lecture, l'écriture et la manipulation des fichiers GRIB, GRIB API maintenant intégrée à EcCodes, ainsi que des outils permettant leur visualisation, Magics++, Metview.
La National Oceanic and Atmospheric Administration (NOAA) propose un ensemble d'utilitaires sous forme d'interface de programmation (actuellement GLIB, WGRIB et JASPER,), ainsi que sous forme d'interface graphique (NDFD (GRIB Decoder)).

## Pour aller plus loin

Evolution annuelle de la température moyenne

Au-delà des prévisions diffusées au format GRIB, certains organismes mettent à disposition leurs archives des résultats de modèles. Ces réanalyses sont utilisées en particulier en climatologie, pour rejouer des conditions passées et pour analyser les nouveaux modèles de prévisions :
- Les archives des résultats du modèle de prévision GFS de la NOAA[17] sont accessibles en ligne au format GRIB et GRIB édition 2. Ces archives permettent de 'rejouer' des situations météorologiques passées depuis mars 2004. Un exemple pratique d'exploitation en Routage météorologique est proposé par le site virtual-loup-de-mer[25] ;
- Les archives du Centre Européen, en particulier les réanalyses météorologiques ERA-INTERIM[26] sont présentées et accessibles[27].

Le format NetCDF est un format de fichier alternatif, spécifié par l'University Corporation for Atmospheric Research (UCAR). La conversion du format GRIB dans des formats scientifiques plus généralistes que le GRIB tels que NetCDF se heurte encore à des difficultés, y compris d'ordre sémantique et pour la gestion de collection.